# Future Past (Duran Duran)
Future Past è il quindicesimo album in studio del gruppo musicale britannico Duran Duran, pubblicato il 22 ottobre 2021. È il primo album della band ad essere pubblicato dalla BMG.
Future Past arrivò al 3º posto delle classifiche.
L'album, prodotto dalla band insieme a Mark Ronson, Giorgio Moroder ed Erol Alkan, include anche le apparizioni di Tove Lo, di Ivorian Doll, del gruppo giapponese Chai e di Mike Garson. Graham Coxon dei Blur è il chitarrista dell'album.
La band ha pubblicato il primo singolo dell'album Invisible il 19 maggio 2021. I brani More Joy! con le Chai, Anniversary, Tonight United e Give It All Up con Tove Lo sono stati pubblicati prima dell'uscita dell'album.

## Descrizione
John Taylor ha descritto Future Past come un "album emotivamente profondo", rivelando che i testi sono stati scritti in linea di massima prima dei lockdown dovuti alla pandemia di COVID-19 del 2020. Taylor ha affermato che "Molte delle canzoni parlano di crisi emotive o di quelli che potremmo definire problemi di intimità a lungo termine. Quando siamo tornati dopo il lockdown, ho sentito che quei testi, in particolare Invisible, parlavano del momento, visto che gli ultimi 18 mesi sono stati effettivamente caratterizzati dalle politiche sull'intimità."

## Tracce Album Tradizionale
1. Invisible – 3:11
2. All Of You – 4:05
3. Give It All Up – 5:07
4. Anniversary – 5:18
5. Future Past – 3:52
6. Beautiful Lies – 3:36
7. Tonight United – 3:07
8. Wing – 5:19
9. Nothing Less – 4:25
10. Hammerhead – 3:33
11. More Joy! – 3:39
12. Falling – 5:47

Durata totale: 50:59

## Tracce Album Deluxe
1. Invisible – 3:11
2. All Of You – 4:05
3. Give It All Up – 5:07
4. Anniversary – 5:18
5. Future Past – 3:52
6. Velvet Newton – 2:41
7. Beautiful Lies – 3:36
8. Tonight United – 3:07
9. Wing – 5:19
10. Nothing Less – 4:25
11. Laughing Boy
12. Hammerhead – 3:33
13. Invocation – 2:09
14. More Joy! – 3:39
15. Falling – 5:47

Durata totale: 55:49

## Copertina
La copertina è la combinazione colorata di due immagini in bianco e nero del fotografo giapponese Daisuke Yokota. Nick Rhodes ha incontrato Yokota nel 2017 durante la ricerca per un documentario sui fotografi giapponesi. Il direttore artistico dell'album Rory McCartney ha impresso la sua firma sovrapponendo le immagini e creando così l'effetto di una sagoma fissa in rosso con un'altra sagoma in verde che si muoveva al di là di essa.

## Formazione

### Gruppo
- Simon Le Bon – voce
- Nick Rhodes – tastiere, foto della band
- John Taylor – basso
- Roger Taylor – batteria

Altri musicisti
- Barli – cori
- Graham Coxon – chitarra
- Joshua Blair – pianoforte, programmazione (tutte le tracce); arrangiamento archi (1-3, 5-8), tastiere (3-8), chitarra (6), tastiere aggiuntive, programmazione tastiere (9, 10, 12)
- Erol Alkan – programmazione (1, 9), sintetizzatore (1, 3), programmazione batteria (2–5, 9, 10, 12), battito di mani (2, 10), percussioni, tamburello (2)
- Tove Lo – voce (3)
- Giorgio Moroder – tastiere aggiuntive (6, 7)
- Saffron Le Bon – cori (6, 7, 9, 10)
- Mark Ronson – chitarra (8)
- Ivorian Doll – voce (10)
- Chai – voce (11)
- Mike Garson – pianoforte (12)

### Tecnici
- Wendy Laister – produzione esecutiva
- John Webber – mastering
- Mark "Spike" Stent – mixaggio
- Joshua Blair – ingegneria, Pro Tools
- Austin Creek – ingegneria (12)
- Peter Karlsson – ingegneria vocale (3)
- Cory Bice – ingegneria vocale (3)
- Ritchie Kennedy - ingegneria aggiuntiva (1, 2, 4, 5, 9, 10), assistenza ingegneristica (3)
- Tom Herbert – assistenza tecnica (1–5, 9, 10, 12)
- Ed Farrell – assistenza tecnica (1–5, 9, 10, 12)
- Matt Wolach – assistenza alla miscelazione
- Benji Compston – gestione della produzione
- Hannie Knox – assistenza alla produzione
- Rory McCartney – direzione artistica
- Daisuke Yokota – copertina, fotografia